# Killzone (серия игр)
Killzone — серия компьютерных игр в жанре шутера от первого лица, разработанная компанией Guerrilla Games, а также Guerrilla Cambridge и изданная Sony Interactive Entertainment для игровых приставок PlayStation.

## Предыстория
Ближайшее будущее. Человечество выходит на просторы космоса. Наступает эпоха колонизации планет. Подразделения армии Земли есть в каждой звёздной системе, колонизированной землянами. Но за фасадом галактической глобализации постепенно зреет недовольство. В 2357 году на мирную колонию землян на планете Векта нападает армия суровой планеты Хелган, возглавляемая тираном Сколаром Визари. Хелгасты желают очистить Векту от чужаков.
За этим следует кровавый блицкриг: хелгастам почти удается завладеть планетой, однако вектанцы отбивают удар, хоть и несут тяжёлые потери. Их верховный орган власти — Совет — решает, что нужно лишить Визари власти, иначе галактическим колониям не видать покоя. Операция готовится два года, и вот, наконец, вектанцы совершают вооружённое вторжение на Хелган, чтобы обезглавить военную диктатуру, арестовав Сколара Визари.
Однако плану не суждено воплотиться. Хелгасты оказались куда более сильными и фанатичными противниками, чем можно было предположить. Не пожалев собственной столицы, они уничтожили её ядерным взрывом, лишь бы она не досталась вектанцам. Пленный Сколар Визари был убит, и ненависть его сторонников к землянам разгорелась ещё ярче. Правительству Векты пришлось принять единственно верное решение и эвакуировать остатки армии с Хелгана.
После смерти тирана Халка правящая верхушка хелгастов погрязла в борьбе за власть. На опустевший трон Визари множество претендентов. Отступающие вектанцы становятся пешками в политических играх на Хелгане…

## Игры
| Название              | Дата релиза | Платформа            |
| --------------------- | ----------- | -------------------- |
| Killzone              | 2004 год    | PlayStation 2        |
| Killzone: Liberation  | 2006 год    | PlayStation Portable |
| Killzone 2            | 2009 год    | PlayStation 3        |
| Killzone 3            | 2011 год    | PlayStation 3        |
| Killzone: Mercenary   | 2013 год    | PlayStation Vita     |
| Killzone: Shadow Fall | 2013 год    | PlayStation 4        |

## Геймплей
Killzone, Killzone 2, Killzone 3, Killzone: Mercenary и Killzone Shadow Fall — это шутеры от первого лица. Killzone: Liberation представляет собой шутер в жанре Shoot ’em up. Игроки могут носить с собой два разных оружия одновременно (три — в Killzone) и менять свое оружие на любое другое, брошенное противником или заранее разбросанное по карте. В Killzone 3 игроки могут носить до трёх видов оружия, третье место зарезервировано для тяжёлого оружия например, пулемета или ракетной установки.
Онлайн-мультиплеер включает до 16 игроков в Killzone, 32 игрока в Killzone 2, 24 игрока в Killzone 3 и Killzone: Shadow Fall и до 8 игроков в Killzone: Mercenary.

## Критика
Первая часть получила смешанные и положительные отзывы. Некоторые обозреватели указывали на технические проблемы с игрой, такие как непоследовательность ИИ, проблемы с FPS и неудобную систему управления. Критики также жаловались на игровой процесс: IGN назвал игру «шутером, ограниченным технологиями», а Into Liquid Sky заявил: «игру нужно доработать».
Killzone: Liberation для PlayStation Portable получила положительные отзывы и награду IGN «Выбор редакции».
Killzone 2 получила оценку Metacritic в 91/100. Пользователи агрегатора оценили игру на 8.1/10.
Killzone 3 получила положительные отзывы с оценкой Metacritic 84/100, и оценкой пользователей в 8/10.
Killzone: Mercenary получила положительные отзывы, а критики отмечали высокое качество игры по сравнению с предыдущими шутерами на PlayStation Vita. Metacritic оценил игру в 78/100.
Killzone Shadow Fall получила смешанные и положительные отзывы с рейтингом 73/100 на Metacritic, что сделало ее второй игрой с самым низким рейтингом в серии. Критики хвалили графику и многопользовательские режимы, но жаловались на режим истории и проблемы с ИИ.